# Hoya pubicalyx

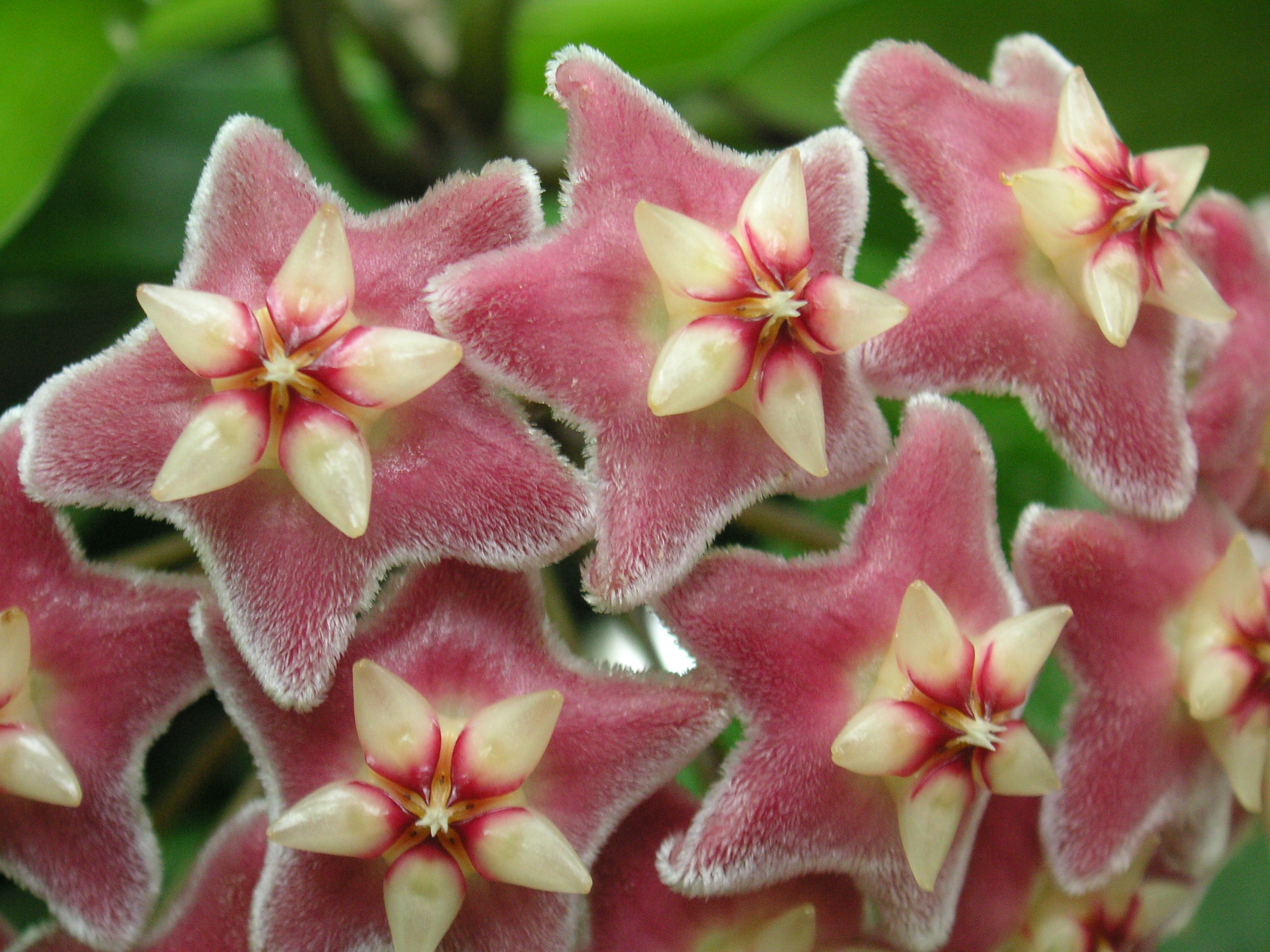
Detail des Blüten

Hoya pubicalyx ist eine Pflanzenart aus der Gattung der Wachsblumen (Hoya) in der Unterfamilie der Seidenpflanzengewächse (Asclepiadoideae).

## Beschreibung

### Vegetative Merkmale
Hoya pubicalyx bildet kahle, windende oder kletternde Sprossachsen. Der Durchmesser der mehr oder weniger runden, blassen Sprossachsen beträgt etwa 3 mm.
Die gegenständigen Laubblätter sind in kurze, dicke Blattstiele und einfache Blattspreiten gegliedert. Die fleischigen bis ledrigen Blattspreiten sind mit einer Länge von etwa 10 bis 14 cm und einer Breite von etwa 3 bis 5 cm breit oval oder länglich-oval mit einer breit gerundeten Basis und einem zugespitzten Ende. Die Blattränder sind leicht zurückgebogen, die Blattober- und -unterseite ist glänzend und mehr oder weniger wellig.

### Generative Merkmale
Der vielblütige (bis etwa 30), doldige Blütenstand ist mit einem Durchmesser von etwa 8 bis 9 cm halbkugelig bis kugelig. Die Blütenstiele sind bis etwa 3,5 cm lang und schwach behaart.
Die Blüten duften; vor allem abends ist er deutlich wahrzunehmen. Die Kelchblätter sind mit einer Länge von etwa 4 mm lang länglich-oval oder auch lanzettlichig mit schwach behaarter Außenseite. Die kahle, fleischig wirkende Blütenkrone misst ca. 1,8 cm im Durchmesser. Die Blütenfarbe variiert von fast Schwarzrot bis zu hellem Rosa, oder kräftigem Rosé bis tief Rosa. Die Blütenfarbe kann auch innerhalb eines Blütenstandes etwas unterschiedlich sein. Die Kronenzipfel sind breit-dreieckig, etwa 6 mm lang und stumpf auslaufend. Sie sind flach gestreckt, lediglich der Apex ist leicht nach außen gebogen; die Ränder zurückgebogen. Die Innenseite ist dicht mit feinen weißen Papillen besetzt, die Außenseite ist kahl. Die sternförmige Nebenkrone besitzt einen Durchmesser von 10 bis 12 mm. Die mit glatter, glänzender Oberfläche ledrigen Nebenkronenzipfel sind gestreckt und mit einer Länge von etwa 5 mm länglich-oval oder lanzettförmig mit zugespitztem Ende. Ihre Basis ist meist dunkel gefärbt und wird zur Spitze hin heller oder sogar weiß.

## Vorkommen und Systematik
Das Typusexemplar wurde am 24. Januar 1913 von M. Ramos und G. E. Edaño auf Bäumen entlang eines Flusses in sehr feuchter Umgebung bei Mauban in der „Tayabas Provinz“ (Quezon-Provinz) auf der Insel Luzon gesammelt. Elmer Drew Merrill beschrieb Hoya pubicalyx erstmals im Philippine Journal of Science, Volume 13, S. 331 im Jahr 1918.

## Kultivare
Hoya pubicalyx wird bereits seit vielen Jahren kultiviert und es existieren bereits zahlreiche Kultivare und Sämlingsauslesen, möglicherweise auch bereits Hybriden mit Hoya carnosa.

## Belege